# Internationaler Bergwanderweg der Freundschaft Eisenach–Budapest
Der Internationale Bergwanderweg der Freundschaft Eisenach–Budapest (kurz EB-Weg) ist ein Fernwanderweg, der durch Deutschland, Tschechien, Polen, die Slowakei und Ungarn führt. Er ist 2690 Kilometer lang.
Ausgangspunkt des Bergwanderweges ist die Wartburg in Eisenach. Der Streckenabschnitt von der Hohen Sonne bis Neuhaus am Rennweg verläuft auf dem Rennsteig. Weiterhin führt der Weg über Thüringer Schiefergebirge, Vogtland, Erzgebirge, Sächsisch-Böhmische Schweiz, Lausitzer Gebirge, Jeschkengebirge, Isergebirge, Bober-Katzbach-Gebirge, Glatzer Schneegebirge, Altvatergebirge, Beskiden, Mala Fatra, Mátra und Bükk bis nach Budapest.

## Geschichte

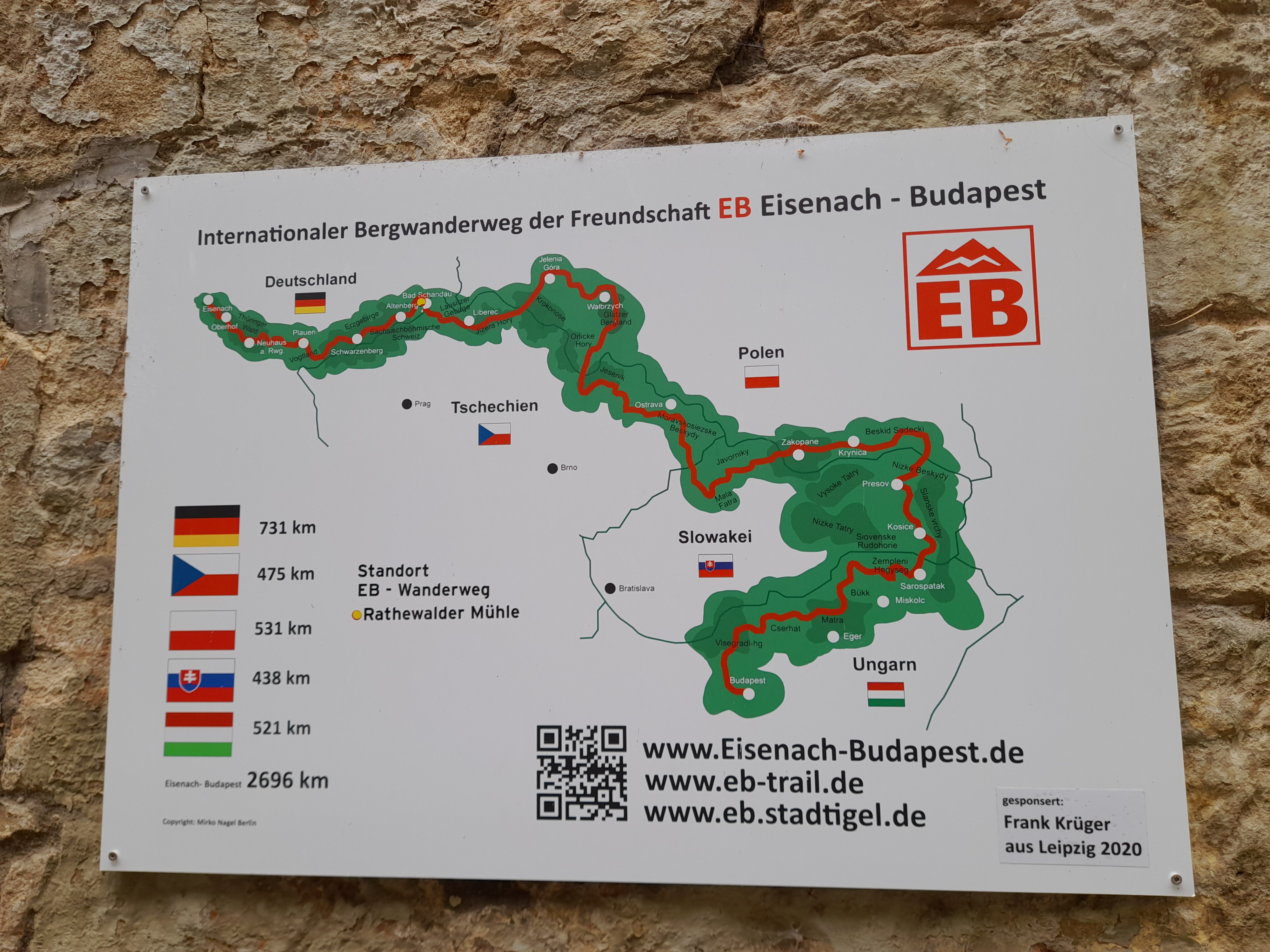
Internationaler Bergwanderweg der Freundschaft Eisenach–Budapest, Infotafel an der Rathewalder Mühle

Im Mai 1980 fand in Eisenach und Wilhelmsthal das XIV. Internationale Touristentreffen der Freundschaft unter Beteiligung großer Delegationen aus der Tschechoslowakei und der Volksrepublik Polen statt. Der Kulturbund der DDR, Fachgruppe Wandern und Touristik, war Ausrichter der Veranstaltung, wobei die Idee zur Schaffung eines Fernwanderweges innerhalb der Sozialistischen Staatengemeinschaft entstand. Zunächst war sogar geplant, den Wanderweg bis ans Schwarze Meer zu verlängern, um auch Rumänien und Bulgarien einbeziehen zu können.
Am 28. Mai 1983 wurde in Eisenach der Bergwanderweg mit einem Festakt auf der Wartburg eröffnet. Nach einer Ansprache von Kulturbund-Funktionären und dem Direktor der Wartburg wurde gemeinsam die erste Etappe zum Großen Inselsberg „angewandert“. An dieser Premiere nahmen auch zahlreiche angereiste ausländische Wanderer vom tschechoslowakischen Československý svaz tělesné výchovy (ČSTV), dem polnischen Polskie Towarzystwo Turystyczno-Krajoznawcze (PTTK) und vom ungarischen Magyar Természetbarát Szövetség (MTSZ) teil. Im Oktober 1983 wurde auch der ungarische Abschnitt in Budapest eröffnet, der zugleich der östliche Teil des nationalen Fernwanderweges Országos Kéktúra ist.
Bis 1989 war der Bergwanderweg der Freundschaft der einzige grenzüberschreitende Fernwanderweg der ehemals sozialistischen Staaten DDR, Polen, Tschechoslowakei und Ungarn. Lediglich in Bulgarien wurde mit dem Bergwanderweg Kom–Emine ein ähnliches Projekt realisiert, das aus politischen Gründen keinen Anschluss in die Nachbarstaaten fand.
Als Erster bewältigte im Sommer 1987 der Erfurter Wanderer Wolfgang Buchenau die Gesamtstrecke – und dies sogar zusammenhängend ohne Unterbrechung. Er benötigte dafür 74 Tage.
 Nach dem Wegfall des Eisernen Vorhangs wurde der größte Teil des EB-Weges in den Europäischen Fernwanderweg E3 integriert. (Auf einem kleineren Teilabschnitt in der Slowakei verläuft der E8, und der ungarische Teil gehört zum E4.) Der EB-Weg gilt heute als Teil und Ergänzung des E3, wobei er in Thüringen und Sachsen seine eigene Wegführung beibehalten hat. Demzufolge hat er in Deutschland weiterhin einen hohen Bekanntheitsgrad, während man das EB-Logo in Richtung Osten weitgehend durch das E3-Logo ersetzt hat.

## Galerie

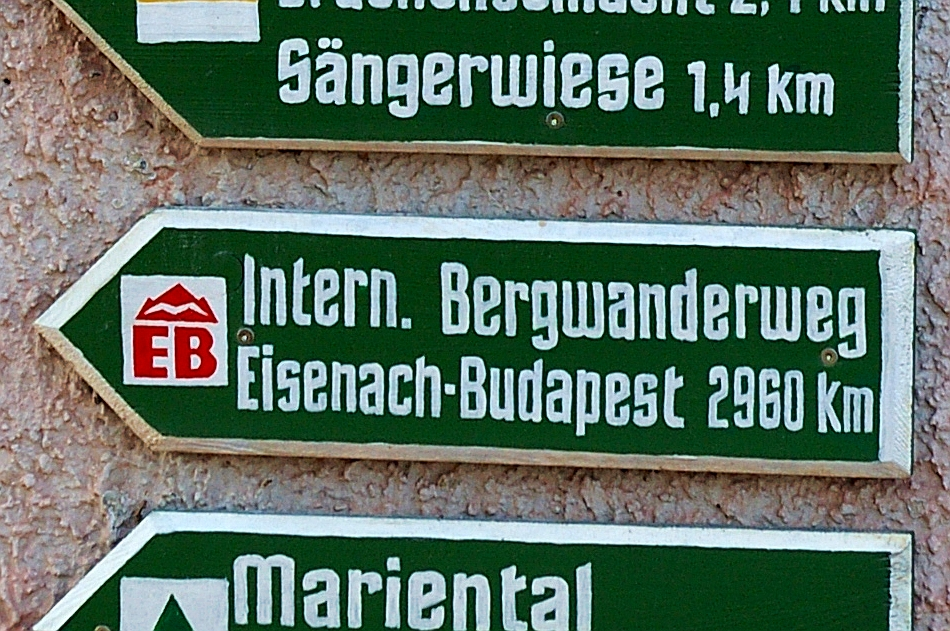
Ausgangspunkt des Wanderweges auf der Wartburg (mit fehlerhafter Kilometerangabe durch vertauschte Ziffern)
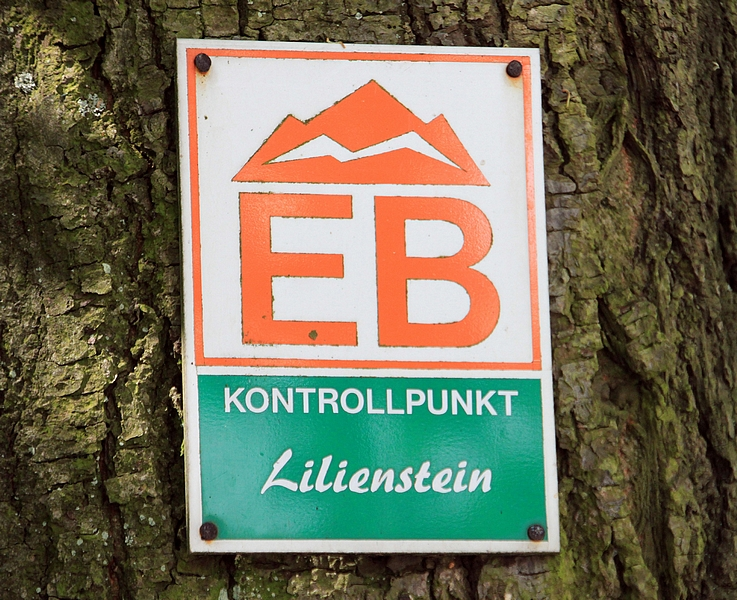
Kontrollpunkt auf dem Lilienstein (Sächsische Schweiz)
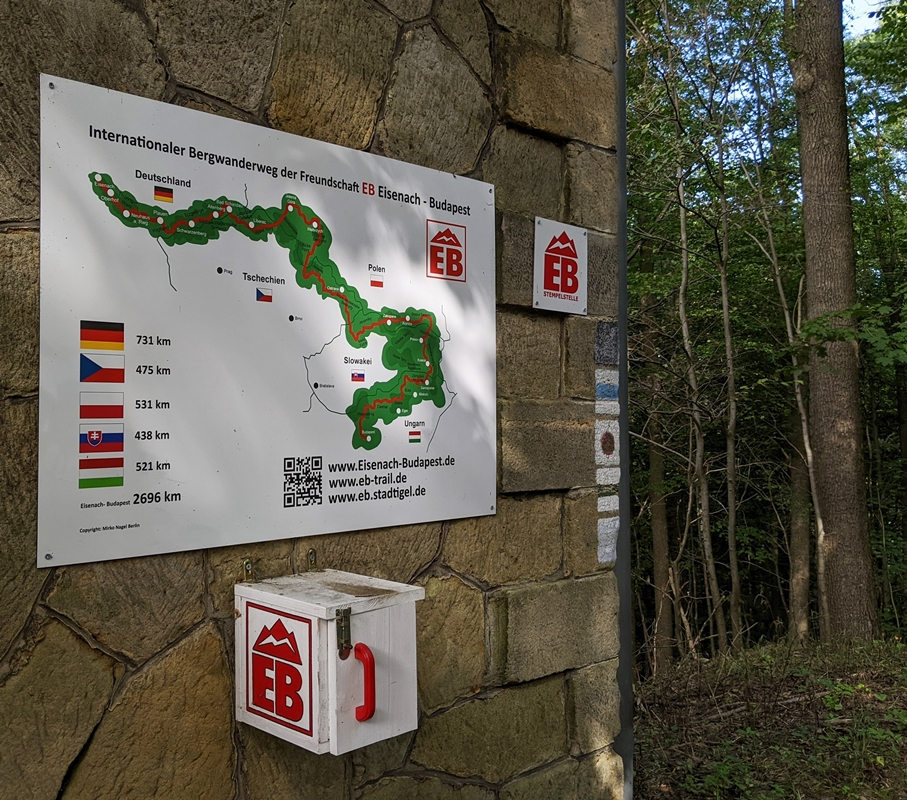
Informationstafel und Stempelstelle auf dem Großen Winterberg (Sächsische Schweiz)
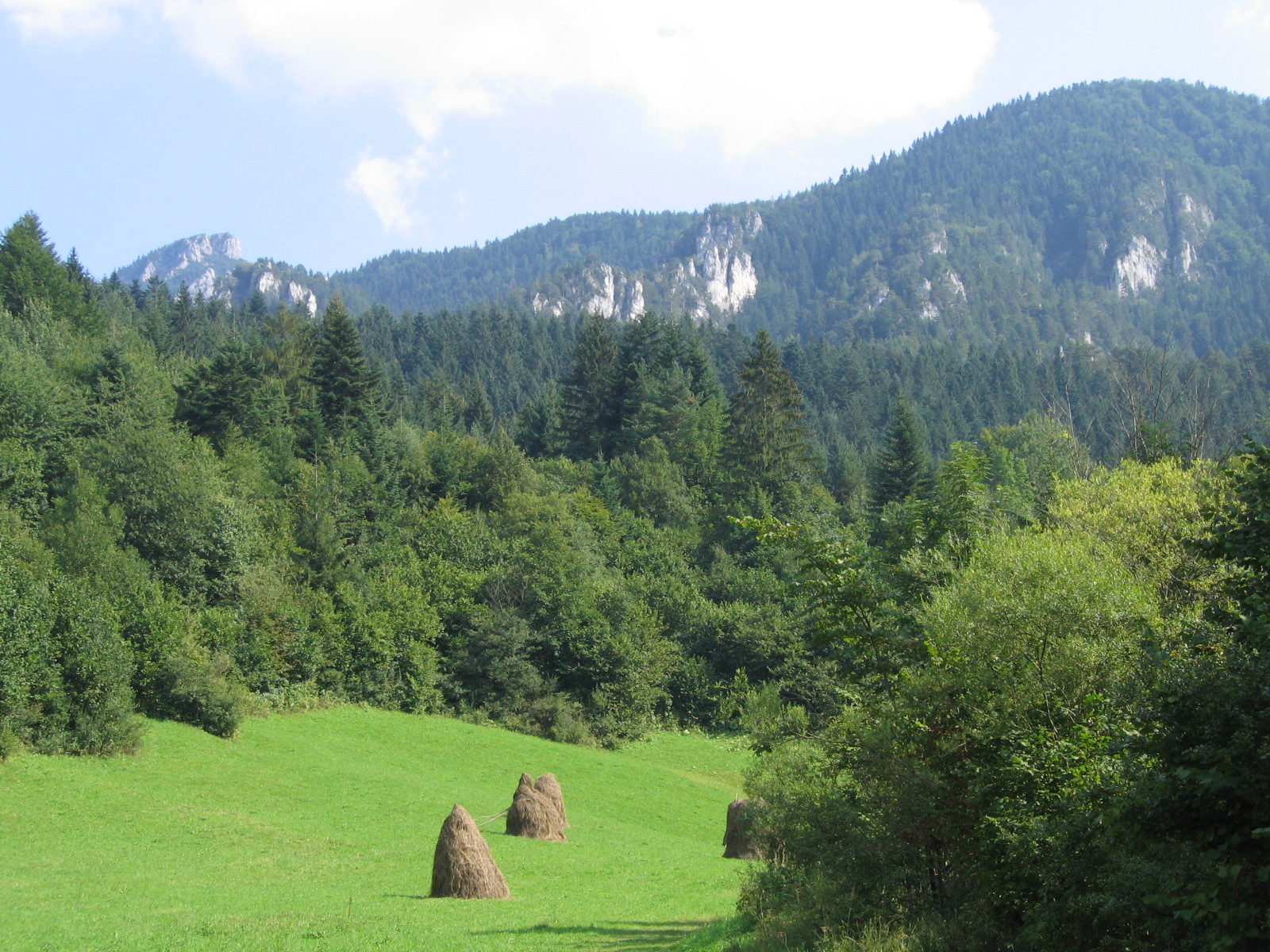
Kleine Fatra